# ركيزة (علم المواد)

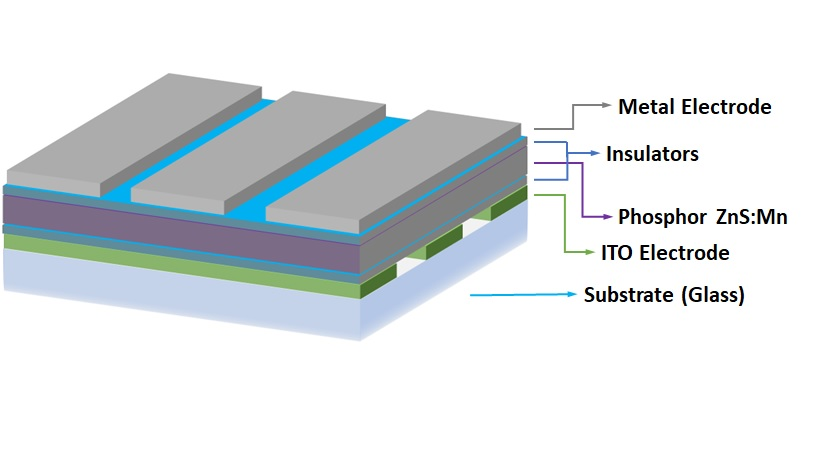
غشاء رقيق متعدد الطبقات فوق ركيزة من الزجاج

الركيزة مصطلح يستخدم في علوم وهندسة المواد لوصف المادة الأساسية التي يتم التصنيع عليها. يمكن استخدام هذا السطح لإنتاج أغشية رقيقة جديدة أو طبقات من المواد مثل الطلاءات المترسبة. يمكن أن تكون القاعدة التي يتم لصق الدهان أو المواد اللاصقة أو الأشرطة اللاصقة بها.
قد تكون الركيزة النموذجية صلبة مثل المعدن أو الخرسانة أو الزجاج، والتي قد تُرَسَب عليها الطلية. كما يتم استخدام ركائز مرنة. في جميع عمليات التطلية، يمكن أن تؤثر حالة سطح الركيزة بشدة على الروابط بين الطبقات اللاحقة. يمكن أن يشمل ذلك النظافة والنعومة وطاقة السطح والرطوبة وما إلى ذلك. بعض الركائز متباينة الخواص مع اختلاف خصائص السطح وفق الاتجاه: تشمل الأمثلة الخشب والمنتجات الورقية.

## التغطيات
يمكن أن تكون التغطيات من خلال مجموعة متنوعة من العمليات:
- المواد اللاصقة والأشرطة اللاصقة[2]
- عمليات الطلاء والطباعة
- ترسيب البخار الكيميائي وترسب البخار الفيزيائي
- التغطية التحويلية

- الأنودة
- طلاء تحويل الكرومات
- أكسدة البلازما كهربائياً
- التغطية الفوسفاتية

- الطلاء

- طلاء المينا
- طلاء المسحوق
- الطلاء الصناعي
- طلاء سيليكات المعادن
- طلاء الإيبوكسي ذا الترابط الاندماجي (طلاء FBE)

- التخليل والتزييت، نوع من تغطيات ألواح الصلب.
- الطلي بالتصفيح

- الطلي الغير كهربي
- الطلي الكهربي

- تغطيات البوليمر، مثل التفلون
- المواد المرسبة بالرشرشة أو بالفراغ
- المينا المزجج

في البصريات، يمكن استخدام الزجاج كركيزة لطلاء بصري—إما كطلاء مضاد للانعكاس لتقليل الانعكاس، أو كطلاء مرآة لتعزيزه.
قد تكون الركيزة أيضاً سطحاً مُهَندّساً حيث تحدث عملية غير مقصودة أو طبيعية، كما هو الحال في:
- الحشف
- الحشف الحيوي
- التآكل
- التحفيز غير المتجانس
- الامتزاز

## أنظر أيضاً
- قائمة تقنيات الطلاء
- غشاء رقيق
- ترطيب